# الیسون کرول
اَلیسون کَرول (انگلیسی: Alison Carroll؛ زادهٔ ۲۱ مهٔ ۱۹۸۵) هنرپیشه، مدل و ژیمناست هنری اهل انگلستان است.
او از سال ۲۰۰۸ تا ۲۰۱۰ میلادی، مدلِ «لارا کرافت» (شخصیت اصلی مجموعه بازی‌های ویدیویی مهاجم مقبره) بوده‌است.
از فیلم‌هایی که وی در آن‌ها نقش داشته است می‌توان به «زندگی، هنر است» (۲۰۱۰) و «برج شیطان» (۲۰۱۴) اشاره نمود.